# Miquel Fluxà Rosselló
Miquel Fluxà Rosselló (Inca, Baleares, 29 de julio de 1938) es un empresario español, actual presidente del grupo Iberostar, que posee unos cien hoteles y dieciséis resorts en todo el mundo.

## Trayectoria
Nacido en la ciudad de Inca (Mallorca), proviene de una familia dedicada a la industria del zapato, propietaria de las fábricas Camper y Lottusse, ubicadas igualmente en Inca.
Obtuvo la Medalla de Oro de la Comunidad Autónoma de las Islas Baleares en 2014 (su hermano Llorenç Fluxà la obtuvo en 2004). Actualmente es considerado el octavo español más rico de España según la Lista Forbes emitida en 2022.

## Distinciones
- Medalla de Oro de la Comunidad de las Islas Baleares

- Orden de Isabel la Católica